# قرار مجلس الأمن التابع للأمم المتحدة رقم 472
قرار مجلس الأمن التابع للأمم المتحدة رقم 472، المعتمد في 13 يونيو 1980، أشار إلى تقرير للأمين العام مفاده أنه، بسبب الظروف الحالية، سيظل وجود قوة الأمم المتحدة لحفظ السلام في قبرص ضروريًا لتحقيق سلام مستدام. وأعرب المجلس عن قلقه بشأن الإجراءات التي يمكن أن تزيد من حدة التوتر، وطلب من الأمين العام تقديم تقرير مرة أخرى قبل 30 تشرين الثاني / نوفمبر 1980 لمتابعة تنفيذ القرار.
أعاد المجلس تأكيد قراراته السابقة، بما في ذلك القرار 365 (1974)، الذي أعرب عن قلقه بشأن الوضع، وحث الأطراف المعنية على العمل معًا من أجل السلام ومدد ولاية القوة مرة أخرى في قبرص، المنصوص عليه في القرار 186 (1964)، حتى 15 ديسمبر 1980.
اعتمد القرار بأغلبية 14 صوتاً. لم تشارك جمهورية الصين الشعبية في التصويت.